# Phleum gibbum
Phleum gibbum là một loài thực vật có hoa trong họ Hòa thảo. Loài này được Boiss. miêu tả khoa học đầu tiên năm 1844.